# Summertown (Oxfordshire)
Summertown – dzielnica miasta Oksford, w Anglii, w Oxfordshire, w dystrykcie Oksford. W 2011 roku dzielnica liczyła 7209 mieszkańców.